# Lauren Bate
Lauren Bate (auch Bate-Lowe) (* 27. April 1999 in Billinge) ist eine ehemalige britische Bahnradsportlerin.

## Sportliche Laufbahn
2017 errang Lauren Bate bei den  Junioren-Bahnweltmeisterschaften zwei Silbermedaillen, im Sprint sowie mit Georgia Hilleard im Teamsprint. Bei den Junioren-Europameisterschaften  gewann sie drei Mal Bronze, in Keirin, im 500-Meter-Zeitfahren und mit Hilleard im Teamsprint. Im selben Jahr wurde sie zweifache britische Junioren-Meisterin, aber mit Sophie Capewell auch nationale Meisterin im Teamsprint der Elite.
Im Jahr darauf gewann Bate mit Katy Marchant bei den Commonwealth Games Bronze im Teamsprint und wurde mit Hilleard erneut britische Meisterin im Teamsprint. 2020 wurde sie britische Meisterin im Sprint. Bei den Weltmeisterschaften 2021 in Roubaix errang sie mit Blaine Ridge-Davis, Millicent Tanner und Sophie Capewell die Bronzemedaille im Teamsprint. Im August 2023 gab der Verband British Cycling auf Instagram bekannt, dass Lauren Bate ihre Radsportlaufbahn beendet habe.

## Erfolge
2017
- Junioren-Weltmeisterschaft – Sprint, Teamsprint (mit Georgia Hilleard)
- Junioren-Europameisterschaft – 500-Meter-Zeitfahren, Keirin, Teamsprint (mit Georgia Hilleard)
- Britische Meisterin – Teamsprint (mit Sophie Capewell)
- Britische Junioren-Meisterin – 500-Meter-Zeitfahren, Sprint

2018
- Commonwealth Games – Teamsprint (mit Katy Marchant)
- Britische Meisterin – Teamsprint (mit Georgia Hilleard)

2020
- Britische Meisterin – Sprint

2021
- Weltmeisterschaft – Teamsprint (mit Blaine Ridge-Davis, Millicent Tanner und Sophie Capewell)